# Питулов, Афанасий Зиновьевич
Афанасий Зиновьевич Питулов (17 [30] января 1913, Новопольск, Вятская губерния — 25 октября 1996) — советский хозяйственный, государственный и политический деятель.

## Биография
Родился в 1913 году в селе Новопольск. Член КПСС с 1943 года.
С 1937 года — на хозяйственной, общественной и политической работе. В 1937—1976 гг. — преподаватель, руководитель практики Владимирского сельскохозяйственного техникума, в РККА, агроном, директор подсобного хозяйства Поволжского фанерного завода, контролёр Представительства Совета по делам колхозов при СМ СССР по Татарской АССР, заместитель представителя по делам колхозов при СМ СССР по Пензенской области, представитель Совета по делам колхозов при СМ СССР по Восточно-Казахстанской области, 1-й секретарь Верхубинского районного комитета КП Казахстана, заведующий Сельскохозяйственным отделом Целинного краевого комитета КП Казахстана, 2-й секретарь Целиноградского областного комитета КП Казахстана, 2-й секретарь Южно-Казахстанского краевого комитета КП Казахстана, председатель Исполнительного комитета Южно-Казахстанского краевого Совета, председатель Исполнительного комитета Джамбульского областного Совета, начальник Управления кадров Казсельхозтехники.
Избирался депутатом Верховного Совета Казахской ССР 6-го, 7-го, 8-го созывов.
Умер в 1996 году.